# 싱가포르 경영대학
싱가포르 경영대학(영어: Singapore Management University, 중국어 정체자: 新加坡管理大学, 말레이어: Universiti Pengurusan Singapura, 타밀어: சிங்கப்பூர் நிர்வாக பல்கலைக்கழகம்)은 2000년 1월 12일 설립된 싱가포르 최초로 정부 재정으로 운영되는 자치 대학이다.
싱가포르 경영대학은 8천여 명의 학생들이 다니고 있으며 경영, 경제, 회계, 정보 시스템, 법, 사회과학의 학부, 대학원, 박사 과정을 제공하는 여섯 개의 단과 대학으로 구성돼 있다. 30여 곳의 연구소를 포함하고 있으며 기업 훈련 시설과 개인을 위한 평생 교육 시설도 포함돼 있다.
싱가포르 경영대학은 국제경영대학발전협의회로부터 AACSB 인증을 받은 신진 대학 가운데 하나이다. 싱가포르 경영대학의 리콩찬 경영대학은 유럽경영대학협의회로부터 5년동안 인증받았다.

## 역사
1997년 싱가포르 정부는 싱가포르에 세 번째 대학을 세우고자 하였다. 싱가포르의 기업가 호권핑은 싱가포르 경영대학 기획 개발팀의 수장으로 임명됐고, 새로 세워질 대학은 미국 대학 시스템의 특징인 유연하고 광범위한 교육을 따르기로 결정했다. 싱가포르 경영대학의 모델로 삼을 학부 과정의 경영대학을 검토한 결과, 펜실베이니아 대학교의 와튼 경영대학이 최상의 후보로 떠올랐다. 1999년 2월 싱가포르 경영대학은 펜실베이니아 대학교 와튼 경영대학과 협약을 체결했다.
2000년 싱가포르 경영대학은 싱가포르 국립대학의 래플즈 대학에 최초로 자리를 잡았고 2001년에 시설을 확충했다. 이후 2007년 법과대학을 세웠고 붙어 있던 경제대학과 사회과학대학을 둘로 나누어 재구조화했다.

## 단과 대학

### 회계대학
회계대학은 2001년에 학부 과정으로 신설됐다. 이후 2005년 석사 과정을 새로이 개설했다.

### 리콩찬 경영대학
리콩찬 경영대학은 싱가포르 경영대학에서 가장 큰 단과 대학이다. 경영대학은 2000년 8월 학부 과정으로 신설됐다. 경영대학의 이름은 학교에 거금을 기부한 리 재단의 창립자 리콩찬을 기리기 위해 붙여졌다.
현재 경영대학은 MBA와 재산관리학 석사, 실용금융학 석사, 혁신학(Innovation) 석사, 의사소통관리학 석사, 금융학 석사, 운영관리학 석사 과정과 조직행동학 박사, 인적자원관리학 박사, 재정학 박사, 종합관리학 박사, 마케팅학 박사 과정을 제공한다.

### 경제대학
경제대학은 2002년 7월에 신설됐다. 개설 당시에는 사회과학대학과 붙어 있었으나 2007년 재구조화를 거치며 둘로 나누어졌다.
현재 경제학 학사, 경제학 석사, 응용경제학 석사, 경제학 박사 과정을 제공한다.

### 정보 시스템대학
정보 시스템대학은 싱가포르 경영대학이 카네기 멜론 대학교와 정보 시스템대학 설립에 필요한 전문 지식을 얻고자 체결한 전략적 파트너십의 도움으로 만들어졌다.
정보 시스템대학은 학사 과정뿐만 아니라 정보 시스템학 석사, IT 경영학 석사, 정보 시스템학 박사 과정을 제공한다.

### 법과대학
법과대학은 2007년 8월 싱가포르 정부가 부족한 법조계 인사 수를 늘리고자 싱가포르 경영대학을 지원하며 세워졌다. 법과대학은 법학 학사 과정과 미국식 형태의 법학 박사 과정을 제공한다.

### 사회과학대학
사회과학대학은 2002년 7월에 신설됐다. 2007년 재구조화를 통해 원래 붙어있던 경제대학과 분리됐다. 사회과학대학은 주로 사회학 학사 과정을 제공하며 정치학, 심리학, 사회학 전공으로 나뉜다. 또한 심리학 박사 과정도 제공한다.

## 외부 평가
싱가포르 경영대학은 2013년 QS 세계 대학 평가 경제학 및 계량경제학 분야에서 미국의 보스턴 칼리지, 캐나다의 몬트리올 대학교, 홍콩의 홍콩 이공대학, 대한민국의 연세대학교 등과 함께 101-150위권을 형성하고 있다. 그러나 이는 단과대학을 종합대학과 같은 기준으로 평가한 순위이다. 경영대학만으로는 2020년 기준 QS 랭킹 11위에 기록될 정도로 국제적으로는 NUS(National University of Singapore) 및 NTU (Nanyang Technological University) 와 함께 세계 최고의 대학으로 평가되고 있다.